# Entrée illégale
Pour plus de détails, voir Fiche technique et Distribution.
Entrée illégale (titre original : Illegal Entry) est un film américain réalisé par Frederick de Cordova, sorti en 1949.

## Synopsis
Après avoir combattu pendant la Seconde Guerre mondiale, Bert Powers rentre aux États-Unis. Il se retrouve affecté à la frontière américano-mexicaine pour déjouer les réseaux d'immigration clandestine. Grâce à Anna Duvak, une associée de l'organisation, Powers parvient à s'infiltrer dans cette dernière...

## Fiche technique
- Titre original : Illegal Entry
- Réalisation : Frederick de Cordova
- Scénario : Joel Malone d'après une histoire de Ben Bengal, Herbert Kline et Dan Tyler Moore
- Adaptation : Art Cohn
- Photographie : William Daniels
- Montage : Edward Curtiss
- Musique : Bronislau Kaper, Miklós Rózsa, Hans J. Salter, Frank Skinner, Leith Stevens
- Costumes : Yvonne Wood
- Producteur : Jules Schermer
- Genre : Film dramatique,  Film policier, Film d'action
- Pays de production :  États-Unis
- Durée : 84 minutes
- Dates de sortie :
  - États-Unis : 1er juin 1949
  - France : 7 juillet 1950

## Distribution
- Howard Duff (VF : Raymond Loyer) : Bert (Burt en VF) Powers
- Marta Toren (VF : Claire Guibert) : Anna Duvak O'Neill
- George Brent (VF : Richard Francœur) : Dan Collins
- Gar Moore (VF : Marc Cassot) : Lee Sloan
- Tom Tully (VF : Serge Nadaud) : Nick Gruber
- Paul Stewart (VF : Claude Péran) : Zack Richards (Richard en VF)
- Richard Rober (VF : Jean-François Laley) : Dutch Lempo
- Joseph Vitale : Joe Bottsy
- James Nolan (VF : Claude Bertrand) : l'agent Benson
- Clifton Young : Billy Rafferty
- David Clarke : Carl
- Robert Osterloh (VF : Roger Rudel) : l'agent Crowthers
- Anthony Caruso (VF : Jean Violette) : Teague
- Donna Martell : Maria
- Thomas C. Clark (VF : Henry Darbrey) : Lui-même
- Watson B. Miller (VF : Jacques Berlioz) : Lui-même
- William Forrest (VF : Henri Crémieux) : Frank Ferguson
- Phil Tully (VF : Maurice Dorléac) : Tony, le barman
- Eric Feldary (VF : René Bériard) : Stefan Duvak
- Chet Huntley (VF : Jean-Claude Michel) : le narrateur
- Pilar Del Rey (non créditée) : la fille de la propriétaire